# Achille Pucci
Achille Pucci (Lucca, 18 luglio 1832 – Lucca, 9 febbraio 1903) è stato un avvocato e politico italiano.

## Biografia
Figlio di Giovacchino Pucci, copista e vice-cancelliere del Tribunale di prima istanza del Ducato di Lucca, svolse la professione di avvocato. Fu membro del consiglio comunale di Lucca ed esercitò le funzioni di sindaco dal 26 dicembre 1883 al 9 settembre 1884.
Con Regio decreto del 27 agosto 1884 venne nominato sindaco di Lucca, entrando in carica il 10 settembre successivo e rimanendovi fino al 2 maggio 1888; fu l'ultimo sindaco per nomina regia, poiché a partire dal 1889 la carica divenne elettiva.
Alle elezioni del maggio 1895 venne eletto deputato della XIX legislatura del Regno d'Italia con 2 068 voti per il collegio elettorale di Lucca, battendo lo sfidante Pietro Luporini.
Era fratello del geodeta Enrico Pucci. 